# 烔炀河站
炯炀河站是一个淮南铁路上的铁路车站，位于安徽省合肥市巢湖市烔炀镇，目前为四等站，邮政编码为238072。目前仅办理淮南铁路列车通过及避让业务，不办理客运业务，不办理货运业务。
烔炀河站建于1934年。1938年车站被侵华日军侵占，日军在车站修建了一座碉堡。1992年车站在修建淮南铁路复线时向南迁移200米，车站迁址后停办客运业务。2015年，烔炀河老站和日军碉堡被列入巢湖市不可移动文物名录。